# بخش مونت‌دیدیه
بخش مونت‌دیدیه (به فرانسوی: Arrondissement de Montdidier) یک بخش در فرانسه است که در سم واقع شده‌است.